# Paradrina sachalinensis
Paradrina sachalinensis là một loài bướm đêm trong họ Noctuidae.